# Ben English

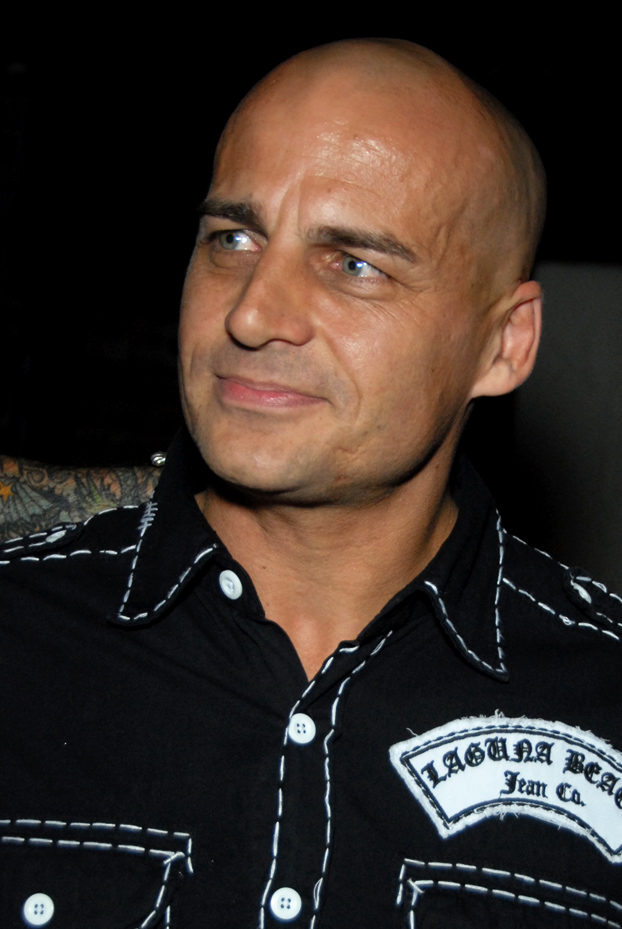
Ben English, 2009

Ben English (bürgerlich: Derek Hay, * 12. August 1964 im Vereinigten Königreich) ist ein britischer Pornodarsteller und -regisseur.

## Leben
English begann seine Karriere als Darsteller im Jahr 2002 im Alter von 38 Jahren. Seitdem hat er laut IAFD in knapp 800 Filmen mitgespielt, darunter in Werken wie Pirates II: Stagnetti’s Revenge, Babysitters und Fly Girls. Zwölf Filme hat er als Regisseur gedreht, unter anderen Intensitivity 1-6 und Rock Hard 2-6. Er gründete im Jahr 2000 die Agentur LA Direct Models, die Darsteller für die Pornofilmbranche vermittelt. Er arbeitete auch als Stage Manager in London z. B. für die Bands Rolling Stones, Queen und Metallica.
English gewann zweimal den AVN Award und einmal den XRCO Award. Außerdem war er 16 weitere Male nominiert.

## Filmografie (Auswahl)
- Babysitters
- Body Heat
- Deviance
- Fly Girls
- Top Guns
- Jack’s Playground: Big Ass Show 9
- Pirates II: Stagnetti’s Revenge
- Official The Silence Of The Lambs Parody

## Auszeichnungen & Nominierungen (Auswahl)
- 2004: XRCO Award – Best New Stud
- 2004: AVN Award – Best Male Newcomer
- 2009: AVN Award – Best Supporting Actor – Pirates II: Stagnetti’s Revenge[2]